# Aglio di Voghiera
L'aglio di Voghiera  (localmente noto come ai d'Ughiera) è un ortaggio a bulbo della specie Allium sativum L.  tipico dell'Emilia e riconosciuto come prodotto DOP.

## Descrizione

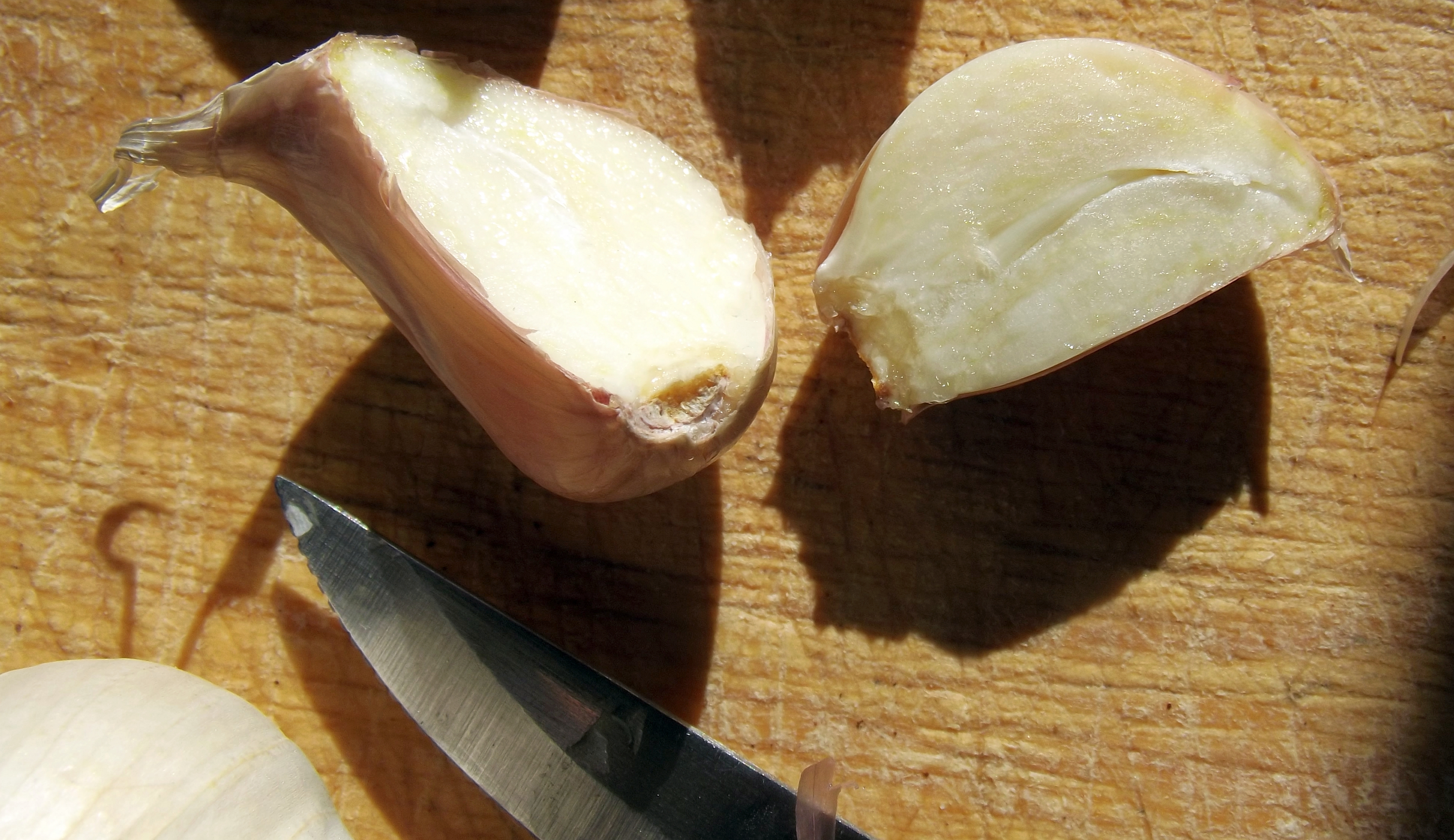
Un bulbillo sezionato.

Botanicamente l'aglio di Voghiera è un ecotipo locale della specie Allium sativum L.
.
Il bulbo (anche chiamato testa) ha forma tondeggiante e risulta leggermente appiattito nel punto d'inserzione dell'apparato radicale. È costituito da un limitato numero di bulbilli (comunemente chiamati spicchi); questi si presentano grandi, regolari e compatti. Le tuniche che avvolgono i bulbilli sono bianche o striate di rosa. Il sapore non è troppo acre ed è accompagnato da un aroma intenso che si sprigiona al taglio o allo schiacciamento dello spicchio. Da segnalare la rilevante concentrazione di allicina, una sostanza che oltre ad avere proprietà aromatiche è anche un potente battericida.

La maturazione dei bulbi avviene in giugno-luglio, mese quest'ultimo nel quale in genere vengono raccolti. Segue l'essiccazione e il confezionamento nei diversi formati previsti per la commercializzazione.

## Area geografica
La zona geografica di produzione dell'aglio di Voghiera comprende il territorio di cinque comuni della provincia di Ferrara: Voghiera, Masi Torello, Portomaggiore, Argenta e Ferrara.
Alla tipicità del prodotto contribuisce il particolare tipo di terreno nel quale esso è coltivato, che la presenza di sabbie di origine fluviale rende particolarmente leggero.

## Storia
La zona di produzione dell'aglio, l'area dell'antica Voghenza, fino al VII secolo fu sede di un importante centro amministrativo e commerciale di origine imperiale. A partire dal basso medioevo la famiglia degli Estensi incentivò nella zona l'orticoltura e, in particolare, la produzione di insalate e di piante aromatiche, tra le quali l'aglio.

## Riconoscimenti
Dal 2007, a livello europeo, la denominazione «Aglio di Voghiera» è stata riconosciuta come denominazione di origine protetta (DOP).
La produzione dell'ortaggio è tutelata e promossa dal Consorzio Produttori Aglio di Voghiera, costituito nel 2000 ed in seguito riconosciuto dal Ministero delle politiche agricole alimentari e forestali.

## Commercializzazione

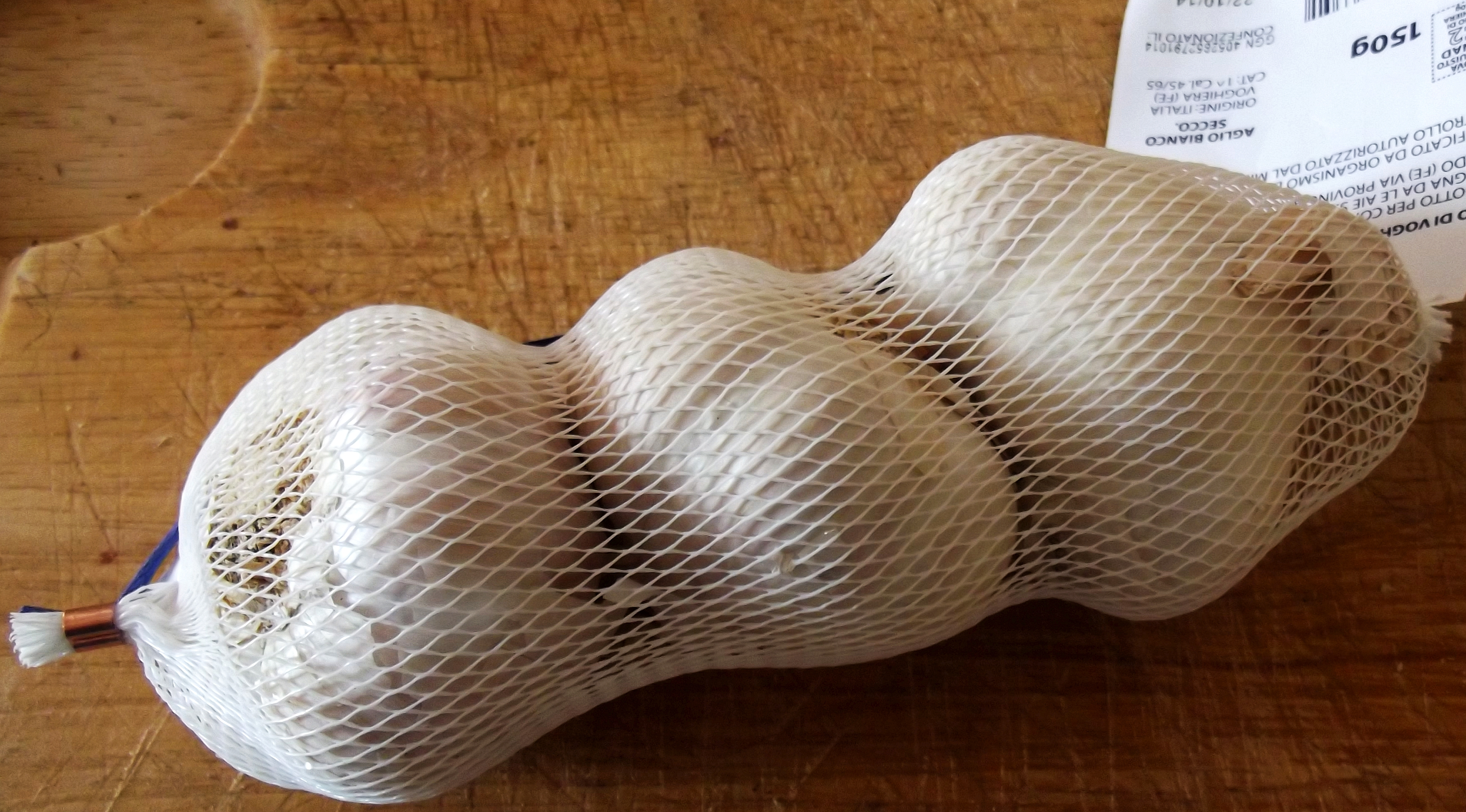
Alcune teste di aglio di Voghiera confezionate in retino di plastica per la grande distribuzione.

L'aglio di Voghiera può essere commercializzato nei seguenti formati:
- treccina (3-5 bulbi, peso tra 0,15 e 0,5 kg);
- treccia (5-18 bulbi, peso tra 0,4 e 0,9 kg);
- treccia extra (8-80 bulbi, peso tra 1 e 5 kg);
- retino (bulbi in numero variabile, peso tra 0,1 e 0,5 kg);
- sacchi (di peso compreso tra 1 e 5 kg);
- bulbo singolo (di peso compreso tra 50 e 100 g).

Le confezioni (o i bulbi singoli) devono essere etichettate con la denominazione Aglio di Voghiera, la dicitura D.O.P., l'indicazione del produttore e il logo comunitario.

## Cucina

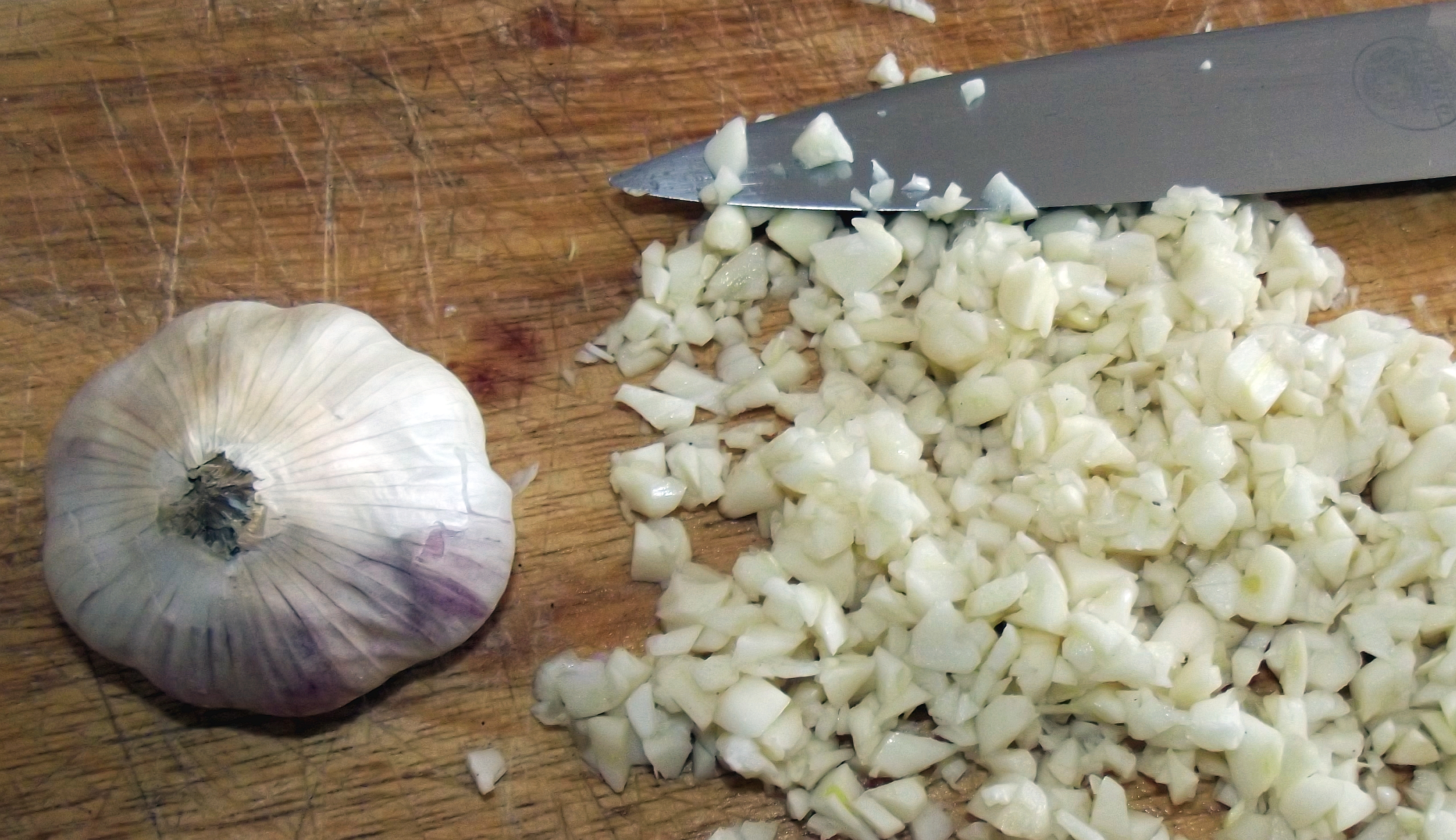
Spicchi finemente affettati.

Gli spicchi dell'aglio di Voghiera sono dotati di una ottima conservabilità. Per sfruttarne nel modo migliore l'aroma viene consigliato di pestarli in un mortaio; possono anche essere schiacciati o finemente tagliuzzati con il coltello.
Per la conservazione le teste d'aglio vanno appese in luoghi freschi e ben ventilati; è anche possibile congelare gli spicchi una volta sbucciati.